# Hứa Chử
Hứa Chử (chữ Hán: 許褚;(169 - 230), tên tự là Trọng Khang, là công thần khai quốc nhà Tào Ngụy thời Tam Quốc trong lịch sử Trung Quốc. Ông là tướng hầu cận bên Tào Tháo, nổi tiếng không chỉ với sức khỏe phi thường mà còn với sự trung thành, tận tụy, hết lòng vì chúa.

## Chống cướp
Hứa Chử chưa rõ năm sinh, người Tiêu huyện, được miêu tả là người mình cao tám thước, lưng to mười bàn tay, tay cầm thanh đao lớn.
Cuối thời Đông Hán thiên hạ loạn lạc, nhiều quân cướp nổi dậy cướp bóc. Hứa Chử tập hợp họ hàng, khách khứa dựng dinh lũy chống lại quân cướp. Hơn 1 vạn quân cướp từ Cát Bì, Nhữ Nam đến đánh vùng quê ông. Hứa Chử cùng các thủ hạ ra sức chiến đấu nhưng lực lượng ít ỏi, bắn hết tên đạn. Ông hạ lệnh cho toàn thể nhân dân, cả già trẻ trai gái cùng xung trận, khuân đá lớn chất đầy 4 góc dinh lũy. Sau đó tự ông vác đá lớn ném địch. Quân cướp nhiều người bị trúng đá chết tan xác nên sợ hãi không dám lại gần.
Lương thực hết, Hứa Chử phải xin giảng hòa, đề nghị đổi trâu lấy lương thực. Khi quân địch giao lương thực rồi đến lấy trâu, Hứa Chử xông ra cầm đuôi trâu lôi ngược lại hơn 100 bước. Quân địch thấy ông hùng dũng đều sợ hãi không dám đến lấy trâu nữa, lũ lượt rút lui. Từ đó danh tiếng Hứa Chử nổi tiếng khắp vùng Nhữ Nam, Trần, Lương.

## Phục vụ họ Tào
Khi Tào Tháo làm chủ được Duyện châu, Hứa Chử dẫn quân đến quy phục.
Tam Quốc diễn nghĩa kể rằng Tào Tháo truy kích quân cướp, tướng cướp chạy vào chỗ Hứa Chử. Hứa Chử bắt được, nhưng không nộp cho Điển Vi mà còn đánh nhau với Điển Vi. Tào Tháo phải dùng kế bắt sống ông và dụ hàng, ông mới quy phục.
Từ đó, Hứa Chử bên cạnh Tào Tháo lập được nhiều công lớn và cùng Tào Tháo tham gia nhiều trận chiến lớn, được Tào Tháo so sánh như Phàn Khoái, công thần khai quốc nhà Tây Hán và bổ nhiệm làm Đô úy. Từ đó Hứa Chử trở thành cận vệ cho Tào Tháo.
Sau đó ông theo Tào Tháo đi đánh Trương Tú, lập công nên được phong làm Hiệu úy.
Năm 200, Hứa Chử tham gia trận Quan Độ chống lại Viên Thiệu. Vệ sĩ Từ Tha của Tào Tháo mưu ám sát Tào Tháo, nhưng vì có Hứa Chử luôn bên cạnh Tào Tháo nên Từ Tha chưa dám làm gì. Đến một hôm là phiên nghỉ của Hứa Chử, Từ Tha định giấu dao trong người để hành động, thì Hứa Chử đột nhiên quay lại chỗ Tào Tháo. Trông thấy Từ Tha bộ dạng hoảng hốt, Hứa Chử lập tức khám xét phát giác ý định của Từ Tha. Ông bèn giết chết Từ Tha và những người liên quan. Từ đó ông càng được Tào Tháo tin tưởng, luôn mang theo bên cạnh. 
Tam Quốc diễn nghĩa kể rằng Hứa Chử tham gia trận cướp lương thực của Viên Thiệu ở Ô Sào.
Năm 204, ông theo Tào Tháo đánh Nghiệp Thành, vì có công lao, được phong làm Quan Nội hầu.
Năm 211, Mã Siêu và Hàn Toại khởi binh chống Tào Tháo. Tào Tháo dẫn quân đến ải Đồng Quan nghênh địch. Trong trận Vị thủy, Hứa Chử đã cứu Tào Tháo khi Mã Siêu bất ngờ mang 1 vạn quân kỵ bộ tập kích Tào Tháo khi sang sông. Ông đã che chở cho Tào Tháo khỏi trận mưa tên của quân Tây Lương.
Hứa Chử nổi danh có sức mạnh, mà bên ngoài có vẻ si đần nên mọi người gọi ông là "Hổ dại". Trong trận Đồng Quan, Mã Siêu nghe danh tiếng ông nên muốn gặp mặt, gọi ông là "Hổ hầu". Hứa Chử ra trợn mắt nhìn Mã Siêu, hai người nhìn nhau nhưng cuối cùng không đụng độ. 
Tam Quốc diễn nghĩa kể rằng Hứa Chử đánh nhau với Mã Siêu những trận dữ dội. Ông đánh lâu không thắng được Mã Siêu, nổi nóng cởi bỏ áo giáp, lưng trần ra trận. Cuối cùng Hứa Chử bị Mã Siêu đâm vào rốn và bị trúng hai mũi tên vào tay.
Mấy ngày sau đó Hứa Chử ra trận giao chiến với quân Tây Lương, giết được nhiều quân địch, được thăng chức Vũ vệ trung lang tướng.
Đến tận khi đã cao tuổi, ông vẫn làm cận vệ cho Tào Tháo. Ông luôn giữ phép tắc, không vì nể ngay cả những người thân thích của Tào Tháo như Tào Nhân, điều đó khiến Tào Tháo càng kính trọng ông.
Năm 220, Tào Tháo bệnh mất, Hứa Chử theo phục vụ con trai Tào Tháo là Tào Phi. Ông được phong là Vạn Tuế đình hầu.
Thời Ngụy Minh Đế Tào Duệ, ông được phong là Mâu Hương hầu, phong ấp 700 hộ, phong cho một con trai làm Quan nội hầu.
Hứa Chử mất năm 230. Ông hoạt động trong khoảng gần 40 năm, được đặt tên thụy là Tráng hầu.

## Gia đình
Anh Hứa Chử là Hứa Định có công trong chiến đấu, được phong là Trấn uy tướng quân, Đô đốc Kiểu đạo hổ bôn.
Thời Ngụy Minh Đế, vua Ngụy nhớ công lao của ông, phong cho 2 người con làm Quan nội hầu.
Con trai ông là Hứa Nghi được kế thừa tước vị của ông. Năm 263, Hứa Nghi đi theo Chung Hội đánh Thục Hán, được giao nhiệm vụ làm đường; nhưng Hứa Nghi làm đường không tốt khiến ngựa quân Chung Hội bị tụt móng nên bị Chung Hội xử chém.

## Trong Tam quốc diễn nghĩa
Hứa Chử trong tiểu thuyết Tam Quốc diễn nghĩa của La Quán Trung được mô tả là một viên mãnh tướng có sức khỏe. Ông được gọi là Hổ hầu. Ông từng đọ sức với các viên tướng nổi tiếng có sức lực khác như Điển Vi, Trương Phi, Triệu Vân, Mã Siêu và đó là những cuộc đấu không phân thắng bại vì ngang sức ngang tài.
Hứa Chử còn được mô tả là một trung thần tận tụy bảo vệ Tào Tháo trong các cuộc chiến như trận Xích Bích (cưỡi ngựa chưa kịp đóng yên ra đánh nhau với Trương Phi), Trận Đồng Quan (211) (vừa chèo thuyền qua sông trốn chạy quân Tây Lương vừa che đỡ cho Tào Tháo) và giết mưu sĩ Hứa Du đã xúc phạm Tào Tháo. Ông luôn hăng hái xung trận đánh địch và được Tào Tháo rất tin cậy.